# Hindenburg-Programm
Unter dem Namen Hindenburg-Programm wurde das Rüstungs- und Wirtschaftsprogramm der dritten Obersten Heeresleitung während des Ersten Weltkriegs aus dem Jahre 1916 bekannt.
Die gleiche Fokussierung sämtlicher Ressourcen auf Kriegsgüter wurde wieder im Zweiten Weltkrieg (totaler Krieg) genutzt.

## Vorgeschichte
Die Produktion der deutschen Kriegswirtschaft war den Materialschlachten  des Jahres 1916 (Somme, Verdun) nicht mehr gewachsen. Die Rüstungsproduktion musste deshalb unbedingt effizienter organisiert werden. Die sinkende Zahl von kampffähigen Soldaten sollte durch technische Überlegenheit kompensiert werden.
Nur zwei Tage nach der Übernahme der militärischen Führung und Ablösung von Erich von Falkenhayn legten Paul von Hindenburg und Erich Ludendorff am 31. August 1916 eine umfangreiche Liste von Forderungen zur Ausweitung der Rüstungsproduktion vor.

## Namensgebung
Der Entwurf des Hindenburg-Programms geht, obwohl er Hindenburgs Namen trägt, auf Oberstleutnant Max Bauer zurück, der zum einen das Vertrauen Ludendorffs genoss, zum anderen enge Beziehungen zur Schwerindustrie pflegte.

## Programm
Ziel des Programms war, bis zum Frühjahr 1917 die Munitionsproduktion zu verdoppeln, ebenso wie die Produktion von Minenwerfern. Die Geschütz- und Maschinengewehrproduktion sollte gar verdreifacht werden. Zur Unterstützung sollte die Pulverproduktion von 6.000 Tonnen auf 12.000 Tonnen monatlich steigen. Ebenso vorgesehen war die Steigerung der Flugzeugproduktion und der Produktion von Material für den Stellungsbau.
Erreichen ließ sich dieses Ziel nur mit einer umfassenden Mobilisierung der knappen Arbeitskräfte. Dies beinhaltete auch die Schließung von sogenannten „kriegsunwichtigen Betrieben“, um deren Arbeitskräfte für den Einsatz gemäß dem Hindenburg-Programm freizusetzen.
Zur zentralen Leitung der Kriegswirtschaft im Zusammenwirken mit der Wirtschaft und der OHL wurde das Kriegsamt unter der Leitung von General Wilhelm Groener als neue Behörde dem Kriegsministerium unterstellt.

## Probleme
In der Praxis ließ sich das Hindenburg-Programm jedoch nicht umsetzen. Die Anforderungen erwiesen sich als nicht durchsetzbar, da die Faktoren Arbeitskraft, Transportpotenzial und Ernährungslage zwar bei der Planung unberücksichtigt blieben, wohl aber in der Umsetzung das Hindenburg-Programm zu behindern vermochten.

## Wirkung
Auch der Umstand, dass das Hindenburg-Programm mit dem Gesetz über den vaterländischen Hilfsdienst (kurz: Hilfsdienstgesetz) auf eine breite gesetzliche Basis mit einer verbindlichen Arbeitspflicht für alle Männer im Alter von 17 bis 60 Jahren gestellt wurde, erfüllte die Hoffnungen der Initiatoren nicht. Ursprünglich sollte sogar die gesamte Bevölkerung inkl. Frauen und Kindern mobilisiert werden, was die Regierung jedoch in dieser Form ablehnte.

## Auswirkungen
Das Zusammenspiel der utopischen Forderungen des Hindenburg-Programms und der bürokratischen Überfrachtung des Hilfsdienstgesetzes schuf für das Deutsche Reich eine Reihe neuer Probleme, die ohne Hindenburg-Programm und Hilfsdienstgesetz nicht aufgetreten wären, und die im Endeffekt die wirtschaftliche Leistungsfähigkeit eher hemmten als förderten.
Die vorgesehenen  Produktionszahlen konnten nicht annähernd erreicht werden, sanken in Teilbereichen sogar ab, da die Front zu viele Arbeitskräfte und Transportmittel abzog.
Ein ähnliches Programm, unter gleichen Gesichtspunkten, war das 1917 initiierte Scheer-Programm für die Kaiserliche Marine, das den Schwerpunkt in einer einseitigen Fokussierung auf den Handelskrieg mit U-Booten legte und die signifikante Erhöhung der für den Uneingeschränkten U-Boots-Krieg benötigten Unterseeboote forderte.